# 조나탄 모야
조나탄 알론소 모야 아길라르(스페인어: Jonathan Alonso Moya Aguilar, 1992년 1월 6일 ~ )는 코스타리카의 축구 선수이다. 포지션은 공격수이다. 현재 프리메라 디비시온의 알라후엘렌세 소속이다. K리그 시절 등록명은 조나탄이었다.
2023 시즌 중, 음주운전 사실이 드러났으며 이로 인해 2023년 4월 3일, 안양과의 계약을 해지하였다.